# بيدرو موريرا
بيدرو موريرا هو لاعب كرة قدم برتغالي، ولد في 23 أكتوبر 1983 في بينفايل في البرتغال. لعب مع نادي بيرا مار.

## وصلات خارجية
- بيدرو موريرا على موقع قاعدة بيانات كرة القدم.إي يو (الإنجليزية)
- بيدرو موريرا على موقع Soccerway.com (الإنجليزية)